# 达龙乡
达龙乡，是中华人民共和国西藏自治区昌都市洛隆县下辖的一个乡镇级行政单位。

## 行政区划
达龙乡下辖以下地区：
达龙村、布达村、色底村和荣折村。